# Liste der Nummer-eins-Hits in Finnland (1969)
Dies ist eine Liste der Nummer-eins-Hits in Finnland im Jahr 1968. Sie basiert auf den offiziellen Single Top und den Album Top, die im Auftrag von Musiikkituottajat, der finnischen Landesgruppe der IFPI, erstellt werden.

## Singles
| | Liste der Nummer-eins-Hits in Finnland | Liste der Nummer-eins-Hits in Finnland | Liste der Nummer-eins-Hits in Finnland | 1970 →                    |
| \| Zeitraum \| Wo. ges. \| Interpret \| Titel Autor(en) \| Zusätzliche Informationen \| \| (Zeitraum, Wochen auf Platz eins, Interpret, Titel, Autor[en], zusätzliche Informationen) \| \| \| \| \| \| ----------------------------------------------------------------------------------------- \| -------- \| ------------- \| ---------------------------- \| ------------------------- \| \| Januar 1969 1 Monat (insgesamt 4) \| 4 \| Tapani Kansa \| Käymme yhdessä ain \| – \| \| Februar 1969 1 Monat \| 1 \| Markku Aro \| Käyn uudelleen eiliseen \| – \| \| März 1969 – Mai 1969 3 Monate (insgesamt 4) \| 4 \| Tapani Kansa \| Käymme yhdessä ain \| – \| \| Juni 1969 1 Monat \| 1 \| Mary Hopkin \| Goodbye Lennon/McCartney \| – \| \| Juli 1969 1 Monat \| 1 \| Danny \| Se eikö todista että muutuin \| – \| \| August 1969 – Oktober 1969 3 Monate \| 3 \| Pasi Kaunisto \| Koskaan et muuttua saa \| – \| \| November 1969 – Dezember 1969 2 Monate \| 2 \| Katri Helena \| Ei kauniimpaa \| – \| |                                        |                                        |                                        |                           |
| |                                        |                                        |                                        | → 1970 →                  |
| Zeitraum | Wo. ges.                               | Interpret                              | Titel Autor(en)                        | Zusätzliche Informationen |
| (Zeitraum, Wochen auf Platz eins, Interpret, Titel, Autor[en], zusätzliche Informationen) |                                        |                                        |                                        |                           |
| Januar 1969 1 Monat (insgesamt 4) | 4                                      | Tapani Kansa                           | Käymme yhdessä ain                     | –                         |
| Februar 1969 1 Monat | 1                                      | Markku Aro                             | Käyn uudelleen eiliseen                | –                         |
| März 1969 – Mai 1969 3 Monate (insgesamt 4) | 4                                      | Tapani Kansa                           | Käymme yhdessä ain                     | –                         |
| Juni 1969 1 Monat | 1                                      | Mary Hopkin                            | Goodbye Lennon/McCartney               | –                         |
| Juli 1969 1 Monat | 1                                      | Danny                                  | Se eikö todista että muutuin           | –                         |
| August 1969 – Oktober 1969 3 Monate | 3                                      | Pasi Kaunisto                          | Koskaan et muuttua saa                 | –                         |
| November 1969 – Dezember 1969 2 Monate | 2                                      | Katri Helena                           | Ei kauniimpaa                          | –                         |

## Alben
| | Liste der Nummer-eins-Hits in Finnland | Liste der Nummer-eins-Hits in Finnland | Liste der Nummer-eins-Hits in Finnland | 1970 →                    |
| \| Zeitraum \| Wo. ges. \| Interpret \| Titel \| Zusätzliche Informationen \| \| (Zeitraum, Wochen auf Platz eins, Interpret, Titel, zusätzliche Informationen) \| \| \| \| \| \| ------------------------------------------------------------------------------ \| -------- \| ----------- \| --------------------------- \| ------------------------- \| \| Dezember 1968 – Januar 1969 2 Monate \| 2 \| The Beatles \| The Beatles (White Album) \| – \| \| Februar 1969 1 Monat \| 1 \| Danny \| Danny \| – \| \| März 1969 – Juni 1969 4 Monate \| 4 \| Kirka \| Kirka keikalla \| – \| \| Juli 1969 – September 1969 3 Monate \| 3 \| Tom Jones \| This Is Tom Jones \| – \| \| Oktober 1969 – November 1969 2 Monate \| 2 \| The Beatles \| Abbey Road \| – \| \| Dezember 1969 – Januar 1970 2 Monate \| 2 \| Tom Jones \| Tom Jones Live in Las Vegas \| – \| |                                        |                                        |                                        |                           |
| |                                        |                                        |                                        | → 1970 →                  |
| Zeitraum | Wo. ges.                               | Interpret                              | Titel                                  | Zusätzliche Informationen |
| (Zeitraum, Wochen auf Platz eins, Interpret, Titel, zusätzliche Informationen) |                                        |                                        |                                        |                           |
| Dezember 1968 – Januar 1969 2 Monate | 2                                      | The Beatles                            | The Beatles (White Album)              | –                         |
| Februar 1969 1 Monat | 1                                      | Danny                                  | Danny                                  | –                         |
| März 1969 – Juni 1969 4 Monate | 4                                      | Kirka                                  | Kirka keikalla                         | –                         |
| Juli 1969 – September 1969 3 Monate | 3                                      | Tom Jones                              | This Is Tom Jones                      | –                         |
| Oktober 1969 – November 1969 2 Monate | 2                                      | The Beatles                            | Abbey Road                             | –                         |
| Dezember 1969 – Januar 1970 2 Monate | 2                                      | Tom Jones                              | Tom Jones Live in Las Vegas            | –                         |

Siehe auch: Nummer-eins-Hits 1969 in  Australien, Belgien, Deutschland, Frankreich, Irland, Italien, Japan, Kanada, Neuseeland, den Niederlanden, Norwegen, Österreich, der Schweiz, Spanien, den Vereinigten Staaten und im Vereinigten Königreich.